# Нагрудний знак «Почесний знак МВС України»
Нагрудний знак «Почесний знак МВС України» — відомча заохочувальна відзнака Міністерства внутрішніх справ України. Знак не увійшов до нової системи відзнак МВС України, що діє від 2013 року.

## Історія нагороди
Наказом МВС України № 243 від 21 квітня 1995 року затверджені нові нагрудні знаки, в т.ч. відзнака МВС України «Почесний знак МВС України». Автор художньо-конструкторського рішення - художник Микола Лебідь.
15 вересня 1998 року Ю. Ф. Кравченко підписав наказ МВС України № 700 «Про внесення змін до додатка до наказу МВС України від 21.04.95 № 243 „Про затвердження нагрудних знаків Міністерства внутрішніх справ України»», згідно з яким вигляд «Почесного знака» змінений. Автор проекту - А. А. Пегета.
Наказом МВС України від 21 березня 2012 року № 217 «Про затвердження Положення про відомчі заохочувальні відзнаки Міністерства внутрішніх справ України» встановлена назва — нагрудний знак «Почесний знак МВС України».
30 травня 2012 року Президент України В. Ф. Янукович видав Указ, яким затвердив нове положення про відомчі заохочувальні відзнаки; міністрам, керівникам центральних органів виконавчої влади, керівникам (командувачам) військових формувань, державних правоохоронних органів було доручено забезпечити в установленому порядку перегляд актів про встановлення відомчих заохочувальних відзнак, приведення таких актів у відповідність із вимогами цього Указу. Протягом 2012–2013 років Міністерством внутрішніх справ України була розроблена нова система заохочувальних відзнак, що вже не містила відзнаки «Почесний знак МВС України».